# Большая Мушня
Большая Мушня — деревня в Шекснинском районе Вологодской области.
Входит в состав сельского поселения Ершовского, с точки зрения административно-территориального деления — в Ершовский сельсовет.
Расстояние по автодороге до районного центра Шексны — 28,5 км, до центра муниципального образования Ершово — 3,5 км. Ближайшие населённые пункты — Поддубье, Тирково, Малая Мушня.
По переписи 2002 года население — 9 человек.